# Helmert-Transformation

Die Transformation von einem Referenzrahmen 1 zu einem Referenzrahmen 2 kann mit drei Verschiebungen Δx, Δy, Δz, drei Drehwinkeln Rx, Ry, Rz und einem Maßstabsfaktor μ beschrieben werden

Die Helmert-Transformation (nach Friedrich Robert Helmert, 1843–1917), auch 7-Parameter-Transformation genannt, ist eine Koordinatentransformation für dreidimensionale kartesische Koordinaten, die in der Geodäsie häufig zur verzerrungsfreien Umrechnung von einem in ein anderes, ebenfalls dreidimensionales System genutzt wird:
{\displaystyle X_{T}=C+\mu RX}
- {\displaystyle X_{T}} … transformierter Vektor
- {\displaystyle X} … Ausgangsvektor

Die sieben Parameter sind:
- {\displaystyle C} … Verschiebungsvektor. Enthält die drei Verschiebungen entlang der Koordinatenachsen
- {\displaystyle \mu } … Maßstabsfaktor
- {\displaystyle R} … Drehmatrix. Besteht aus drei Drehwinkeln (Drehungen um die Koordinatenachsen) rx, ry, rz. Die Drehmatrix ist eine Orthogonalmatrix.

Damit ist die Helmert-Transformation eine Ähnlichkeitstransformation. Sie ist eine Spezialisierung der Galilei-Transformationen, zu denen unter anderem affine und projektive Transformationen gehören; letztere verzerren allerdings die Streckenlängen.

## Berechnung der Parameter
Wenn die Transformationsparameter unbekannt sind, können sie über identische Punkte (also Punkte, deren Koordinaten vor und nach der Transformation bekannt sind) berechnet werden. Da insgesamt 7 Parameter (3 Verschiebungen, 1 Maßstab, 3 Verdrehungen) zu bestimmen sind, müssen zumindest 2 Punkte und von einem 3. Punkt eine Koordinate (z. B. die z-Koordinate) bekannt sein. Damit entsteht ein Gleichungssystem mit sieben Gleichungen und ebenso vielen Unbekannten, das gelöst werden kann.
In der Praxis werden üblicherweise mehr Punkte verwendet. Durch diese Überbestimmung erhält man erstens eine Kontrolle über die Richtigkeit der verwendeten Punkte und zweitens die Möglichkeit einer statistischen Beurteilung des Ergebnisses. Die Berechnung erfolgt in diesem Fall mit einer Ausgleichsrechnung nach der gaußschen Methode der kleinsten Quadrate.
Um numerisch günstige Werte für die Berechnung der Transformationsparameter zu erhalten, werden die Berechnungen mit Koordinatendifferenzen, bezogen auf den Mittelwert der gegebenen Punkte, durchgeführt.

## Zweidimensionaler Fall
Ein Spezialfall ist die zweidimensionale Helmert-Transformation für ebene Koordinatensysteme. Verwendet wird sie u. a. in der Geodäsie, wenn ein kleinräumiges Vermessungsnetz mit Überbestimmung ans Landeskoordinatensystem angeschlossen wird, oder in der Astrometrie zur einfachen Plattenreduktion bei gut maßhältigen Fotoplatten. Die Transformation entspricht einer Drehstreckung mit Parallelverschiebung in beliebige Richtung.
Sie benötigt statt 7 nur 4 Transformationsparameter, nämlich 2 Verschiebungen, 1 Maßstabsfaktor und 1 Verdrehung. Die Berechnung dieser 4 Parameter erfordert zwei identische Punkte in den beiden Koordinatensystemen; sind mehr Punkte gegeben, erfolgt wiederum eine Ausgleichung.

## Anwendung
Die Helmerttransformation wird unter anderem in der Geodäsie angewendet, um Koordinaten der Punkte von einem Koordinatensystem in ein anderes zu transformieren. Damit ist z. B. die Umrechnung von Punkten der regionalen Landesvermessung in das für GPS-Ortungen benutzte WGS84 möglich.
Dabei werden die Gauß-Krüger-Koordinaten {\displaystyle x,y} plus der Höhe {\displaystyle H} schrittweise in 3D-Werte umgerechnet:
1. Berechnung der ellipsoidischen Breite, Länge und Höhe ({\displaystyle B,L,H})
2. Berechnung von {\displaystyle X,Y,Z} bezüglich des Referenzellipsoides der Landesvermessung
3. 7-Parameter-Transformation (wodurch sich {\displaystyle X,Y,Z} fast gleichmäßig um maximal einige hundert Meter ändern und die Strecken um einige mm pro km).
4. Rücktransformation in ellipsoidische Breite, Länge und Höhe

Dadurch werden terrestrisch vermessene Positionen mit GPS-Daten vergleichbar; letztere können – in umgekehrter Reihenfolge transformiert – als neue Punkte in die Landesvermessung eingebracht werden.
Der 3. Schritt (die Helmert-Transformation) besteht in der Anwendung einer Drehmatrix, der Multiplikation mit einem Maßstabsfaktor {\displaystyle \mu =1+m/10^{6}} (µ liegt nahe beim Wert 1) und der Addition einer Verschiebung {\displaystyle C}.
Da die Teiloperationen dieser Transformation allesamt nur kleine Änderungen bewirken, können die Koordinaten eines Referenzsystems {\displaystyle B} durch folgende Formel aus dem Referenzsystem {\displaystyle A} hergeleitet werden:
{\displaystyle {\begin{bmatrix}X\\Y\\Z\end{bmatrix}}^{B}={\begin{bmatrix}c_{x}\\c_{y}\\c_{z}\end{bmatrix}}+\mu \cdot {\begin{bmatrix}1&r_{z}&-r_{y}\\-r_{z}&1&r_{x}\\r_{y}&-r_{x}&1\end{bmatrix}}\cdot {\begin{bmatrix}X\\Y\\Z\end{bmatrix}}^{A}}
wobei die Drehwinkel {\displaystyle r_{x}}, {\displaystyle r_{y}} und {\displaystyle r_{z}} mit ihrem Wert im Bogenmaß einzusetzen sind.
Oder für jede einzelne Komponente:
{\displaystyle {\begin{aligned}&X_{B}=c_{x}+\mu \cdot (X_{A}+r_{z}\cdot Y_{A}-r_{y}\cdot Z_{A})\\&Y_{B}=c_{y}+\mu \cdot (-r_{z}\cdot X_{A}+Y_{A}+r_{x}\cdot Z_{A})\\&Z_{B}=c_{z}+\mu \cdot (r_{y}\cdot X_{A}-r_{x}\cdot Y_{A}+Z_{A})\\\end{aligned}}}
Für die Rücktransformation werden alle Parameter mit −1 multipliziert.
Die 7 Parameter werden für die jeweilige Region (Vermessungseparat, Bundesland etc.) mit 3 oder mehr „identischen Punkten“ beider Systeme bestimmt. Bei Überbestimmung werden die kleinen Widersprüche (meist nur einige cm) durch Ausgleichung nach der Methode der kleinsten Quadrate ausgeglichen – das heißt, auf die statistisch plausibelste Weise beseitigt.

## Standardparametersätze
| Gebiet                   | Startsystem | Zielsystem          | cx (Meter) | cy (Meter) | cz (Meter) | m (ppm) | rx (Bogensekunde) | ry (Bogensekunde) | rz (Bogensekunde) |
| ------------------------ | ----------- | ------------------- | ---------- | ---------- | ---------- | ------- | ----------------- | ----------------- | ----------------- |
| England Schottland Wales | WGS84       | OSGB36              | −446,448   | 125,157    | −542,06    | 20,4894 | 0,1502            | 0,247             | 0,8421            |
| Irland                   | WGS84       | Ireland 1965        | −482,53    | 130,596    | −564,557   | −8,15   | −1,042            | −0,214            | −0,631            |
| Deutschland              | WGS84       | DHDN/Potsdam 2001   | −598,1     | −73,7      | −418,2     | −6,7    | 0,202             | 0,045             | −2,455            |
| Deutschland              | WGS84       | Pulkowo S42/83 2001 | −24,9      | 126,4      | 93,2       | −1,01   | −0,063            | −0,247            | −0,041            |
| Österreich               | WGS84       | MGI                 | −577,326   | −90,129    | −463,919   | −2,423  | 5,137             | 1,474             | 5,297             |
| Schweiz                  | WGS84       | LV95                | −674.374   | −15.056    | −405.346   | 0       | 0                 | 0                 | 0                 |
| Vereinigte Staaten       | WGS84       | Clarke 1866         | 8          | −160       | −176       | 0       | 0                 | 0                 | 0                 |

Bei den Beispielen handelt es sich um Standardparametersätze für die 7-Parameter-Transformation (oder: Datumstransformation) zwischen zwei Ellipsoiden. Für die Transformation in der Gegenrichtung muss bei allen Parametern das Vorzeichen geändert werden. Die Drehwinkel {\displaystyle r_{x}}, {\displaystyle r_{y}} und {\displaystyle r_{z}} werden manchmal auch als κ, φ und ω bezeichnet. Die Datumstransformation von WGS84 nach Bessel ist für Mitteleuropa insofern interessant, als sich die GPS-Technologie auf das WGS84-Ellipsoid bezieht, das in Deutschland und Österreich verbreitete Gauß-Krüger-Koordinatensystem in der Regel jedoch auf das Ellipsoid nach Bessel.
Da die Erde keine perfekte Ellipsoid-Form hat, sondern als Geoid beschrieben wird, genügt für eine Datumstransformation mit Vermessungsgenauigkeit der Standardparametersatz nicht. Die Geoidform der Erde wird stattdessen durch eine Vielzahl von Ellipsoiden beschrieben. Je nach tatsächlichem Standort werden die Parameter des „lokal bestangleichenden Ellipsoiden“ verwendet. Diese Werte können stark von den Standardwerten abweichen und führen in der Transformationsrechnung in der Regel zu signifikanten Änderungen des Ergebnisses.

## Einschränkungen
Da die Helmert-Transformation nur einen Maßstabsfaktor kennt, kann sie als Ähnlichkeitstransformation nicht verwendet werden für:
- Die Entzerrung von Messbildern oder Fotos, hier ist eine projektive Transformation oder die fotogrammetrische Rektifizierung anzuwenden;
- Die Ausgleichung eines Papierverzugs beim Scannen von alten Plänen und Landkarten. In diesen Fällen ist eine affine Transformation zu verwenden.